# جرش (القدس)
جراش أو جرش، هي قرية فلسطينية مهجرة، تبعد مسافة 28 كم إلى الجنوب الغربي من مدينة القدس. تربطها طريق فرعية ممهدة تمر بقرى سفلى، بيت عطاب وعلار بطريق بيت جبرين– بيت لحم– القدس الرئيسية المعبدة. كما تربطها طريق ممهدة أخرى بقرية دير أبان، أكثر القرى المجاورة لها. وهي قريبة جدًّا من خط الحدود الإدارية بين قضاءي القدس والخليل.
أقيمت جراش على السفح الغربي الأدنى لأحد جبال القدس، تطل بارتفاعها الذي يبلغ 435 م فوق سطح البحر على وادي أبو صليح المتجه شمالًا ليرفد وادي الصرار. تنحصر بين رافدي أبو صليح، وهما وادي الدلبة شمالًا ووادي المغارة جنوبًا. لذا اكتسبت منذ القديم موضعًا دفاعيًا مما يسهل عملية الدفاع عنها ويعطيها الحماية.
تألقت معظم بيوتها من الحجر، واتخذ مخططها شكلًا طوليًا، حيث سار نموّها العمراني نحو الجهتين الشمالية الغربية والجنوبية الشرقية في بادئ الأمر، ثم أخذت المباني تمتد في أواخر فترة الانتداب البريطاني على شكل محور بمحاذاة الطريق المؤدية إلى قرية سفلة المجاورة. بالرغم من ذلك لم تتجاوز مساحتها حتى عام 1945 خمسة دونمات. إلى جانب البيوت السكنية التي قدّر عددها في أواخر فترة الانتداب بنحو خمسين بيتًا، اشتملت القرية على بعض الدكاكين الصغيرة. كما كانت تفتقر إلى المرافق والخدمات العامة، لذا اعتمدت على قرية دير أبان المجاورة في تلبية حاجات سكانها. أمّا فيما يخص مياه الشرب فحصل السكان عليها من آبار جمع مياه الأمطار ومن عين الدلبة المجاورة.
تبلع مساحة أراضي جراش 3,518 دونمًا، لا يملك اليهود منها شيئًا. كانت هذه الأراضي تزرع بالحبوب في بطون الأودية والمنخفضات، وبأشجار الزيتون والعنب على سفوح المنحدرات الجبلية. إلى الشرق من جرش تمتد الأشجار والأعشاب الطبيعية في مساحات واسعة فوق قمم الجبال وعلى منحدراتها، وهي مصادر غنية لرعي الحيوانات وللحطب. اعتمدت الزراعة والنباتات الطبيعية على مياه الأمطار التي تهطل بكميات سنوية كافية.
كان في جراش عام 1931 نحو 164 نسمة، وقدر عدد سكانها في عام 1945 بنحو 190 نسمة.
استولى اليهود على جراش خلال حرب 1948، طردوا سكانها العرب ودمروا بيوتهم.

## احتلال القرية وتطهيرها عرقيًّا
بين 19 و21 تشرين الأول \أكتوبر 1948، أغارت القوات الإسرائيلية على جرش في سياق عملية «ههار». كانت القوة الأساسية المشتركة في هذه العملية هي لواء «هرئيل»، وتذكر الرواية الصهيونية لحرب عام 1984 أنّ الوحدة المسؤولة عن احتلال جرش كانت السادسة من هذا اللواء.

## القرية اليوم
تغطي الأعشاب موقع القرية وتتخللها بقايا المنازل المدمرة وركام المصاطب. كما تغطي البساتين هضبتين إلى الغرب من الموقع، يفصل بينهما وادٍ، وينبت عليهما شجر الخروب، التين، اللوز والزيتون.
بالإضافة لذلك، يقع إلى الشمال الغربي من الموقع أطلال مقبرة